# 楊壽桐
楊壽桐（1877年8月11日—1940年1月9日，光緒三年七月初三日生辰），字高百，江蘇省無錫縣人，宣統二年工科進士，曾留學日本東京高等工業學校。

## 生平
光緒二十七年(1901年)，入盛宣懷所開東文學堂。
宣統二年(1910年)九月二日，內閣奉上諭：楊壽桐著賞給工科進士。
宣統三年(1911年)，授職翰林院檢討。
民國2年（1913年）4月23日，任財政部技正。
民國2年（1913年）10月27日，暫行停職，另候任用財政部化驗所技正。
民國3年（1914年）5月14日，授陸軍二等測量長。
民國28年（1939年）8月13日，接任汪偽無錫縣知事。
民國29年（1940年）1月9日，在大市橋寺巷口遭游擊隊伏擊斃命。